# Јошиичи Ватанабе
Јошиичи Ватанабе (јап. 渡辺 由一; 5. април 1954) бивши је јапански фудбалер.

## Каријера
Током каријере је играо за Мазда.

## Репрезентација
За репрезентацију Јапана дебитовао је 1979. године. За тај тим је одиграо 6 утакмица и постигао 1 гол.

## Статистика
| Јапан  | Јапан   | Јапан  |
| Година | Наступи | Голови |
| ------ | ------- | ------ |
| 1979.  | 6       | 1      |
| Укупно | 6       | 1      |